# بوسه عشق واقعی
«بوسهٔ عشق واقعی» ترانه‌ای از فیلم افسون‌زده است که توسط هنرمند اهل ایالات متحده آمریکا، ایمی آدامز و جیمز مارسدن خوانده شده‌است.
این قطعه نوشته و ساخته‌شده توسط استفان شوارتز و آلن منکن می‌باشد.